# Niels Jensen Loupose
Niels Jensen Loupose, dansk väpnare som 1401 medbeseglede ett brev om Lindegård i Linde socken nära Randers på Jylland i Danmark.
Loupose är anfader till den svenska adelssläkten Posse. Han levde under 1300-talets andra hälft och en bit in på 1400-talet. Louposes namn finns omnämnt i ett dokument som finns på Danska Riksarkivet, daterat den 14 juli 1401. Det finns att läsa på det danska språk och litteratursällskapet.
Loupose var gift med Kristina Tykesdotter (Välingeätten) från Välinge i värmlandssocknen Väse. Paret fick sonen Jens Loupose, som i svenska källor oftast är känd under namnen  Jöns Lage Posse eller Lage Posse.